# Lucius Afranius (Dichter)
Lucius Afranius (* um 150 v. Chr.) war ein römischer Komödiendichter. Er galt laut Quintilian als der bedeutendste Autor der Togata (Komödie mit römischem Schauplatz).
Vom Werk des Afranius sind etwa 200 Fragmente bekannt und 43 Titel seiner Stücke. Er ahmte Menander und Terenz nach, fügte aber eigenständige Gesangspartien (cantica) hinzu. Die Stücke spielten unter dem einfachen Volk Roms und weiterer Städte Italiens. Im Gegensatz zu den anderen Vertretern der Togata, Titinius und Titus Quinctius Atta, wählte Afranius aber etwas gehobenere Themen, die er in einer entsprechenden Sprache darstellte.
Die Werke des Afranius wurden schon im 1. Jahrhundert v. Chr. nur noch selten aufgeführt. Zur Zeit Hadrians, als man sich für die frühen Phasen der lateinischen Literatur und Sprache interessierte (Archaismus), wurde ein Kommentar zu den Stücken des Afranius geschrieben, der wie diese verloren gegangen ist.

## Ausgaben
- Otto Ribbeck (Hrsg.): Comicorum Romanorum praeter Plautum et Terentium Fragmenta (= Scaenicae Romanorum Poesis Fragmenta. Band 2). 2. Auflage. Teubner, Leipzig 1873, S. 164–222 (Reprografischer Nachdruck. Olms, Hildesheim 1962, archive.org).